# Arnaud Esquerrier
 (août 2010).
Si vous disposez d'ouvrages ou d'articles de référence ou si vous connaissez des sites web de qualité traitant du thème abordé ici, merci de compléter l'article en donnant les références utiles à sa vérifiabilité et en les liant à la section « Notes et références ».
Arnaud Esquerrier (? -1470) était notaire, chroniqueur et trésorier du comté de Foix.

## Biographie
On ne sait rien sur le lieu et la date de sa naissance. Sa langue fait penser qu'il était originaire du comté de Foix, peut-être de la vallée de l'Ariège. En 1445, il est notaire et trésorier du comté de Foix. Il est requis à ce titre par le comte pour défendre ses droits. En 1443, en effet, le roi de France Charles VII a contesté à Gaston IV (qui venait de l'aider à chasser les Anglais de Gascogne) le titre de « comte de Foix par la grâce de Dieu ». Esquerrier est chargé par le comte de classer les archives comtales placées sous sa garde au château de Foix afin que Michel du Bernis, autre fonctionnaire comtal qui avait déjà classé les archives sous les comtes précédents, puisse rédiger un mémoire démontrant que les comtes de Foix portent ce titre depuis l'origine. Du Bernis rédige son mémoire mais Gaston IV renonce de lui-même au titre face à l'intransigeance du roi. À partir de 1446, Esquerrier et du Bernis sont chargés de parcourir tout le comté pour en faire la «réformation domaniale» (recensement des droits et créances qu'a le comte sur les diverses communautés, personnes et institutions). En 1454, il est toujours trésorier du comté puisqu'il verse à ce titre 400 écus pour la construction de la grande arche du pont sur l'Ariège à Foix. En 1456, il décrit les armoiries de la ville de Pamiers. Il est ensuite privé un temps de sa notairie et de sa charge de trésorier qu'il retrouve avant 1459. C'est l'époque où il rédige sa chronique. Il meurt sans doute entre la date où il clôt sa chronique (1461) et la mort de son protecteur, le comte Gaston IV.

## Œuvre
La Chronique d'Arnaud Esquerrier relate l'histoire des comtes de Foix (avec un récit de ses origines depuis le martyre de Saint Volusien). Terminée et dédicacée au Comte le 11 mai 1456, elle est reprise ensuite pour aller jusqu'en 1461. Elle est écrite en occitan classique, sans gasconismes. Contemporaine de la Chronique de du Bernis (écrite en 1444), elle est plus sérieuse et servira de base aux travaux des historiens qui lui ont succédé comme Pierre Olhagaray.

## Citations
Texte original :
« Mossen Gaston, appelat Febus, fil de Mossen Gaston et de Madona Alianor de Comenge, foc marit de Madona Agnes de Navarra, et foc feyt comte l'an mil tres cens quaranta quatre, al septe de juin. En sa jovenessa partic del castel de Foix ab sa poissansa et s'en anec al secors del Mestre de Prussia, en la batalha contra los Sarrasis. Foc son gobernador Mossen Corbeyran de Foix, seignor de Rabat; et gasanhada la batalha per lo Mestre de Prussia, lo comte Febus s'en tornec per Fransa et trobec que la duquessa de Normandia, Dalphina de Viana, era assietada per los Jacamars de Paris, a Milhaut en Bria. Lo comte Febus ab sa espasa los escofic et tornec lo rey Johan et la regina en sa seda a Paris. Et apres alcus jorns per l'ovra del Mal Esprit, que no cessa de mal fer per la enveja et convoitisa del mon, lo rey demandec al comte Febus que li feis homatge per lo pays de Bearn; loqual no li volguec far, car se te de franc aloy. Per so fec arrestar lo comte Febus, touts sos milhors et nobles de sa companhia a Paris, al petit Chastelet. Et apres lo rey aguec novelas que lo prince de Gala era arrivat a Bordeu. Lo rey permettec que Febus foc alargit; et tant que tirar poguec, ab sa companhia s'en tirec al Comtat de Foix, et d'aqui en Bearn »
Traduction :
Monseigneur Gaston, nommé Febus, fils de Monseigneur Gaston et Madame Alienor de Comminges, fut l'époux de Madame Agnès de Navarre, et fut fait comte l'an mille-trois-cent-quarante-quatre, le sept juin. Pendant sa jeunesse, il partit du château de Foix avec son armée et s'en alla au secours du Grand Maître de Prusse, à la bataille contre les Sarrasins. Y fut son gouverneur, Monseigneur Corbeyran de Foix, seigneur de Rabat; et la bataille une fois gagnée par le Grand Maître de Prusse, le comte Febus s'en revint par la France et vit que la duchesse de Normandie, Dauphine de Vienne, était assiégée par les Jacques de Paris à Meaux en Brie. Le comte Febus avec son épée les écrasa et le roi Jean et la reine revinrent chez eux à Paris. Et après quelques jours, par l'ouvrage de l'Esprit Malin, qui ne cesse de mal faire à cause de la jalousie et de l'envie du monde, le roi demanda au comte Febus qu'il lui fasse hommage pour le pays de Béarn; mais celui-ci ne voulut le faire car il le tient de franc alleu. C'est pour cela qu'il fit arrêter le comte Febus et tous les excellents et nobles membres de sa compagnie au Petit Châtelet de Paris. Mais ensuite, le roi apprit que le Prince de Galles était arrivé à Bordeaux. Le roi permit alors que Febus soit libéré; et aussi vite qu'il put, il s'en alla avec sa compagnie au comté de Foix et de là en Béarn.